# 马赛圣夏尔站
马赛圣夏尔站是法国的一个铁路车站，位于法國第二大城市，罗讷河口省省会马赛，1848年1月8日开放。车站位于一个小山丘上，通过壮观的阶梯与市中心相连。
2017年10月1日發生襲擊，導致兩人死亡。

## 位置
马赛圣夏尔站位于法国东南部，马赛市区偏北。该站是一个尽头式车站，仅东北方向有铁路连接。
在航空运输普及之前，这个车站是前往非洲、中东的重要中转站。

## 本站可直达城市
| 马赛圣夏尔站出发可直达的城市 | |
| - 为方便阅读，可到达的城市按照城市法语名的首字母顺序排序。 - 粗体字为法国省会城市，斜体字的城市仅周末或特定时段才能直达。 - 中文名称非官方正式翻译，仅供参考。 | |
| 目的地所在大区或国家 | 可以直达的目的地 |
| 法兰西岛 | 戴高乐机场、芒特拉若利、马恩拉瓦莱、马西、巴黎、凡尔赛 |
| 大东部 | 科尔马、屈沙、梅斯、米卢斯、南锡、讷沙托、斯特拉斯堡、蒂永维尔、图勒 |
| 新阿基坦 | 阿让、波尔多、马尔芒德 |
| 勃艮第-弗朗什-孔泰 | 贝尔福、贝桑松、索恩河畔沙隆、第戎、隆斯勒索涅、马孔 |
| 布列塔尼 | 雷恩 |
| 中央-卢瓦尔河谷 | 圣皮埃尔德科尔（靠近图尔） |
| 奥克西塔尼 | 阿格德、巴亚尔格、贝济耶、塞贝尔、弗龙蒂尼昂、勒卡特、吕内勒、蒙彼利埃、纳博讷、尼姆、佩皮尼昂、拉努韦勒港、里沃萨尔特、萨尔斯堡、塞特、图卢兹、韦尔热兹 |
| 上法兰西 | 阿拉斯、杜埃、里尔、上皮卡第TGV站 |
| 诺曼底 | 勒阿弗尔、鲁昂 |
| 卢瓦尔河地区 | 昂热、拉瓦勒、勒芒、南特 |
| 普罗旺斯-阿尔卑斯-蔚蓝海岸 | 普罗旺斯地区艾克斯、昂蒂布、阿尔勒、欧巴涅、阿维尼翁、邦多勒、博莱讷、布里扬松、卡里勒鲁埃、戛纳、卡尔努勒、卡西、卡瓦永、阿尔努堡-圣欧邦、加达涅新堡、绍尔日、昂布兰、昂叙埃斯拉勒多讷、滨海福斯、加爾達訥、加普、伊斯特尔、拉让蒂耶尔-拉贝塞、拉布里亚讷、拉西奥塔、索尔格河畔利勒、于沃讷河畔拉佩讷、滨海拉塞讷、拉马农、拉拉涅蒙泰格兰、勒托尔、莱萨尔克、马诺斯克、马里尼亚讷、马蒂格、芒通、梅拉尔格、米拉马斯、蒙多凡、莫里耶尔-莱萨维尼翁、尼斯、奥朗日、奥尔贡、佩尔蒂、皮埃尔拉特、布克港、罗尼亚克、圣沙马、滨海圣西尔、圣马丹德克罗、圣拉斐尔、圣萨蒂南-莱萨维尼翁、普罗旺斯地区萨隆、滨海萨纳里、索塞莱潘、塞纳斯、塞普泰姆莱瓦隆、塞尔、锡米亚讷科隆格、锡斯特龙、塔拉斯孔、土伦、韦讷、维特罗勒 |
| 奥弗涅-罗讷-阿尔卑斯 | 艾克斯莱班、阿讷西、贝勒加德、布雷斯地区布尔格、尚贝里、格勒诺布尔、勒佩阿日德鲁西永、里昂、蒙特利马尔、坦莱尔米塔日、瓦朗斯、维埃纳 |
| 摩纳哥 | 摩纳哥 |
| 意大利 | 阿拉西奥、阿尔本加、迪亚诺马里纳、菲纳莱利古雷、因佩里亚、米兰、热那亚、帕维亚、圣雷莫、文蒂米利亚、沃盖拉 |
| 西班牙 | 巴塞罗那、菲格拉斯、赫罗纳、马德里、塔拉戈纳、萨拉戈萨 |
| 比利时 | 布鲁塞尔 |
| 瑞士 | 巴塞尔、日内瓦 |
| 卢森堡 | 卢森堡 |
| 德国 | 巴登-巴登、法兰克福、卡尔斯鲁厄、曼海姆 |
| 英国 | 阿什福德、肯特、伦敦 |
| 1. | |

## 停靠线路
以下列车线路在马赛圣夏尔站停靠：
| 马赛圣夏尔站列车线路表          |              |                            |                |                   |
| 线路                            | 车种         | 上一站                     | 下一站         | 大致运行频率      |
| 巴黎—马赛                       | TGV/iDTGV    | 艾克斯TGV                  | （终点）       | 每天8趟左右       |
| 日内瓦—尼斯                     | TGV Lyria    | 艾克斯TGV                  | 土伦           | 每天1趟           |
| 马德里—马赛                     | TGV          | 艾克斯TGV                  | （终点）       | 每天1趟           |
| 布鲁塞尔/里尔—马赛/土伦/尼斯    | TGV          | 艾克斯TGV                  | 土伦           | 每天5趟左右       |
| 卢森堡/梅斯/第戎/里昂—马赛/尼斯 | TGV          | 阿维尼翁TGV/艾克斯TGV      | （终点）/土伦  | 每天4趟左右       |
| 法兰克福/斯特拉斯堡/巴塞尔—马赛 | TGV          | 阿维尼翁TGV/艾克斯TGV      | （终点）       | 每天4趟左右       |
| 勒阿弗尔—马赛                   | TGV          | 阿维尼翁TGV                | （终点）       | 每天1趟           |
| 阿讷西—马赛                     | TGV          | 艾克斯                     | （终点）       | 每周3趟左右       |
| 雷恩/南特—马赛                  | TGV          | 阿维尼翁TGV/艾克斯TGV      | （终点）       | 每天2趟左右       |
| 伦敦—马赛                       | Eurostar     | 阿维尼翁TGV                | （终点）       | 每周3趟           |
| 马恩拉瓦莱—马赛                 | Ouigo        | 艾克斯TGV                  | （终点）       | 每天1~2趟         |
| 波尔多—尼斯                     | INTERCITÉS   | 蒙彼利埃                   | 土伦           | 每天1趟           |
| 波尔多/图卢兹—马赛              | INTERCITÉS   | 蒙彼利埃/尼姆/阿尔勒       | （终点）       | 每天3趟左右       |
| 马赛—米兰                       | Thello       | （起点）                   | 土伦           | 每天1趟           |
| 里昂/瓦朗斯—马赛                | 法国大区列车 | 米拉马斯/维特罗勒          | （终点）       | 每天8趟左右       |
| 阿维尼翁—马赛                   | 法国大区列车 | 维特罗勒/莱斯塔克/阿朗克   | （终点）       | 每天4~8趟         |
| 阿维尼翁—马赛                   | 法国大区列车 | 维特罗勒/帕德朗谢/莱斯塔克 | （终点）       | 每天7趟左右       |
| 米拉马斯—马赛                   | 法国大区列车 | 塞翁圣亨利/阿朗克          | （终点）       | 每天6趟左右       |
| 布里扬松/加普—马赛              | 法国大区列车 | 锡米亚讷/加尔达讷          | （终点）       | 每天5趟左右       |
| 锡斯特龙/佩尔蒂/艾克斯—马赛     | 法国大区列车 | 加尔达讷/圣安托万/皮孔     | （终点）       | 每天18~29趟       |
| 纳博讷/蒙彼利埃/尼姆—马赛       | 法国大区列车 | 维特罗勒                   | （终点）       | 每天4趟左右       |
| 塞贝尔/佩皮尼昂—马赛            | 法国大区列车 | 维特罗勒                   | （终点）       | 每天1趟           |
| 马赛—尼斯/文蒂米利亚            | 法国大区列车 | （起点）                   | 土伦           | 每天5~8趟         |
| 莱萨尔克→马赛                   | 法国大区列车 | 马赛布朗卡尔德             | （终点）       | 每天1~2趟（单向） |
| 马赛—土伦/耶尔                  | 法国大区列车 | （起点）                   | 马赛布朗卡尔德 | 每天21~30趟       |
| 马赛—欧巴涅                     | 法国大区列车 | （起点）                   | 马赛布朗卡尔德 | 每天13~21趟       |
| 1. 2. 3. 4. 5.                  |              |                            |                |                   |

## 配套交通

### 长途城际客运
马赛圣夏尔站配套的长途汽车站就位于马赛圣夏尔站的北侧，大部分途径马赛的客运线路都在此上下车。
| 停靠马赛的大巴车      |                              | |
| 上下车地点            | 运营单位                     | 主要目的地 |
| 马赛圣夏尔 长途汽车站 | Eurolines                    | 巴黎、里尔、斯特拉斯堡、佩皮尼昂等地（可联程中转前往欧洲主要城市） |
| 马赛圣夏尔 长途汽车站 | Isilines                     | 巴黎、里昂、波尔多、图卢兹、阿讷西、尚贝里、格勒诺布尔 |
| 马赛圣夏尔 长途汽车站 | Megabus                      | 巴黎、里昂 |
| 马赛圣夏尔 长途汽车站 | Ouibus                       | 巴黎、里昂、瓦朗斯、波尔多、图卢兹、巴塞罗那、米兰、热那亚 |
| 马赛圣夏尔 长途汽车站 | 普罗旺斯城际客运 LER         | 普罗旺斯艾克斯、尼斯、加普、布里扬松、 迪涅莱班、巴瑟洛内特、锡斯特龙、马诺斯克、里耶兹、福卡尔基耶                                                                                                  |
| 马赛圣夏尔 长途汽车站 | 罗讷河口省城际客运 Cartreize | 马赛普罗旺斯机场、普罗旺斯艾克斯、欧巴涅、拉西奥塔等地（已实现公交化运营） |
| 马赛圣夏尔 长途汽车站 | SNCF                         | （当某条铁路线施工或罢工时，SNCF可能会提供途径该线路沿途站点的大巴车） |
| Rue Peyssonnel        | Flixbus                      | 里尔、巴黎、第戎、里昂、梅斯、斯特拉斯堡、米卢斯、日内瓦、阿讷西、格勒诺布尔、 巴塞罗那、波尔多、图卢兹、蒙彼利埃、尼姆、热那亚、芒通 南特、昂热、图尔、布尔日、克莱蒙费朗、圣艾蒂安、瓦朗斯、奥朗日 |
| 1. 2. 3.              |                              | |

### 城市公共交通
| 马赛圣夏尔站附近的公共交通线路 |                                 |                                                                  |
| 公交车站名称                   | 位置                            | 停靠线路                                                         |
| Saint-Charles                  | 地铁站                          | 马赛地铁1号线、马赛地铁2号线                                     |
| Saint-Charles                  | 马赛圣夏尔公交站                | 52路、82路区间（S）、夜间公交521路、夜间公交533路、夜间公交582路 |
| Voltaire Saint-Charles         | 马赛圣夏尔站的东南方向大约350米 | 33路、34路、49路                                                 |
| 1.                             |                                 |                                                                  |

## 临近车站

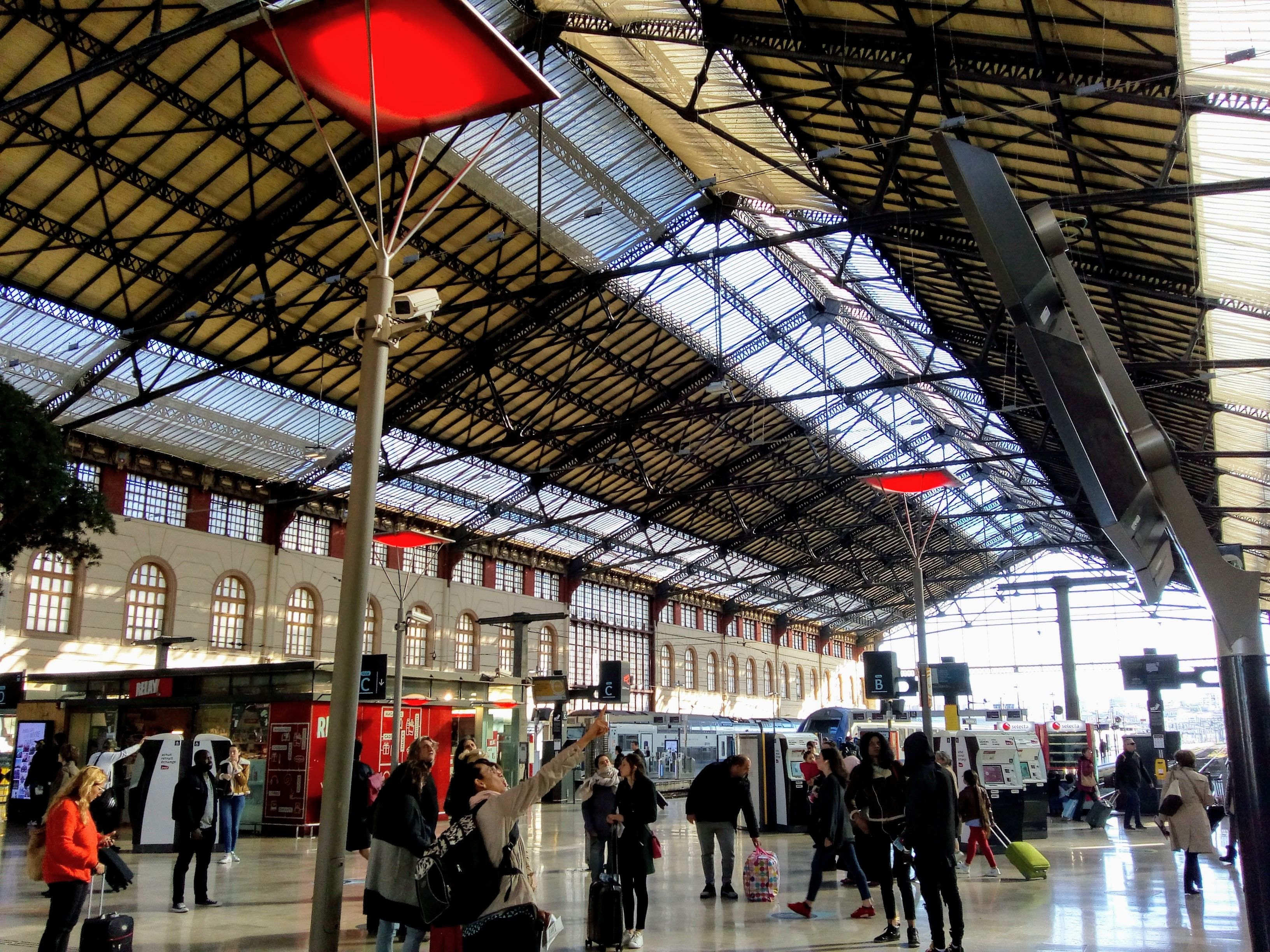
車站月台

| 马赛圣夏尔站（Gare de Marseille-Saint-Charles）                             |                      |                  |
| 上行车站                                                                    | 线路                 | 下行车站         |
| 圣路易-莱赛加拉德站                                                         | 巴黎－马赛铁路       | （终点）         |
| 艾克斯TGV站←（法国高速铁路地中海线）↖ 塞翁圣亨利站←（正线）↙皮孔比斯里讷站← | 里昂－马赛铁路       | （终点）         |
| 阿朗克-欧洲地中海站                                                         | 莱斯塔克－马赛铁路   | （终点）         |
| （起点）                                                                    | 马赛－文蒂米利亚铁路 | 马赛布朗卡尔德站 |
| - 本表仅显示运营中的线路及车站                                              |                      |                  |

## 图片

马赛铁路枢纽示意图
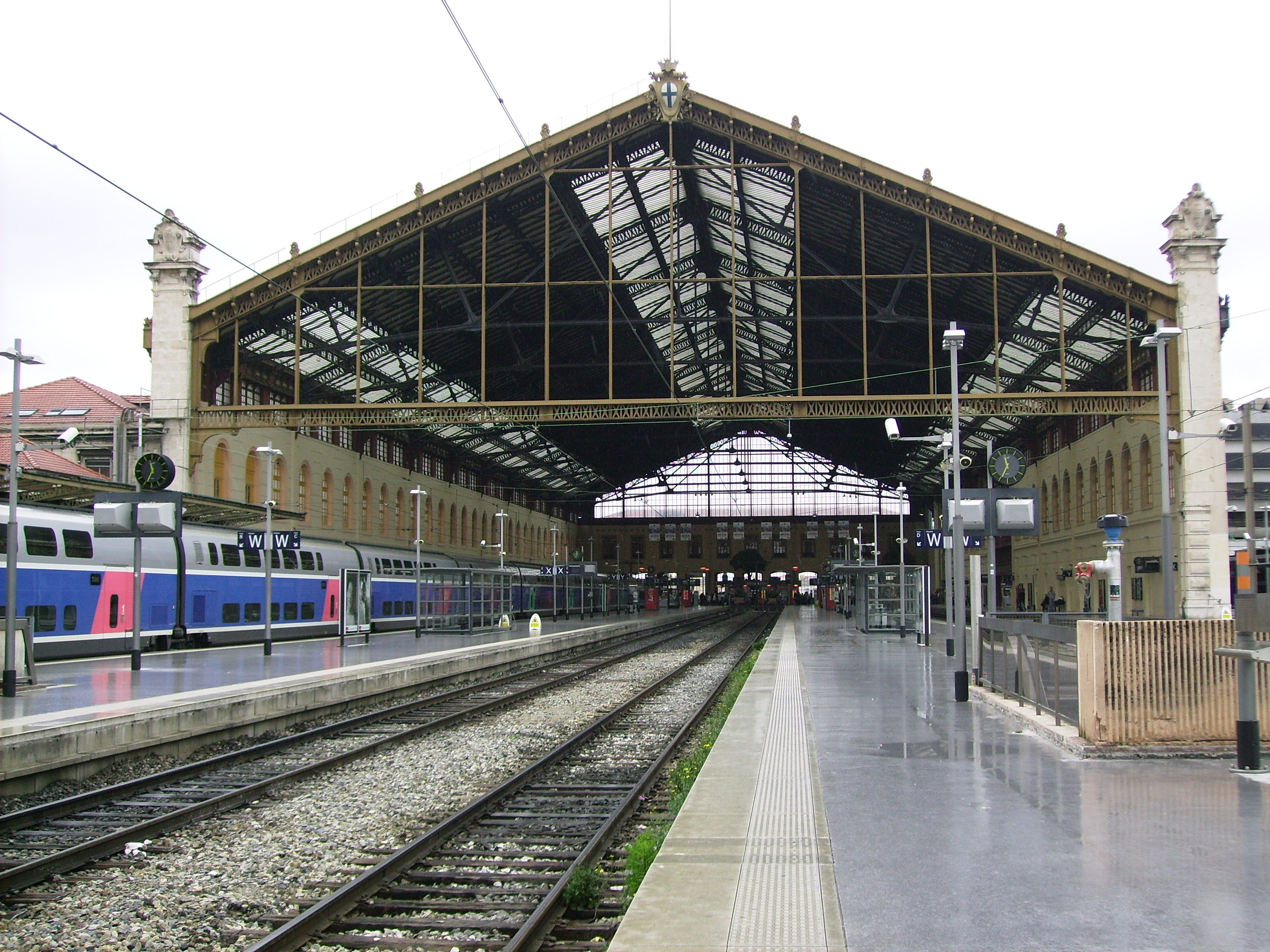
马赛圣夏尔站铁路端
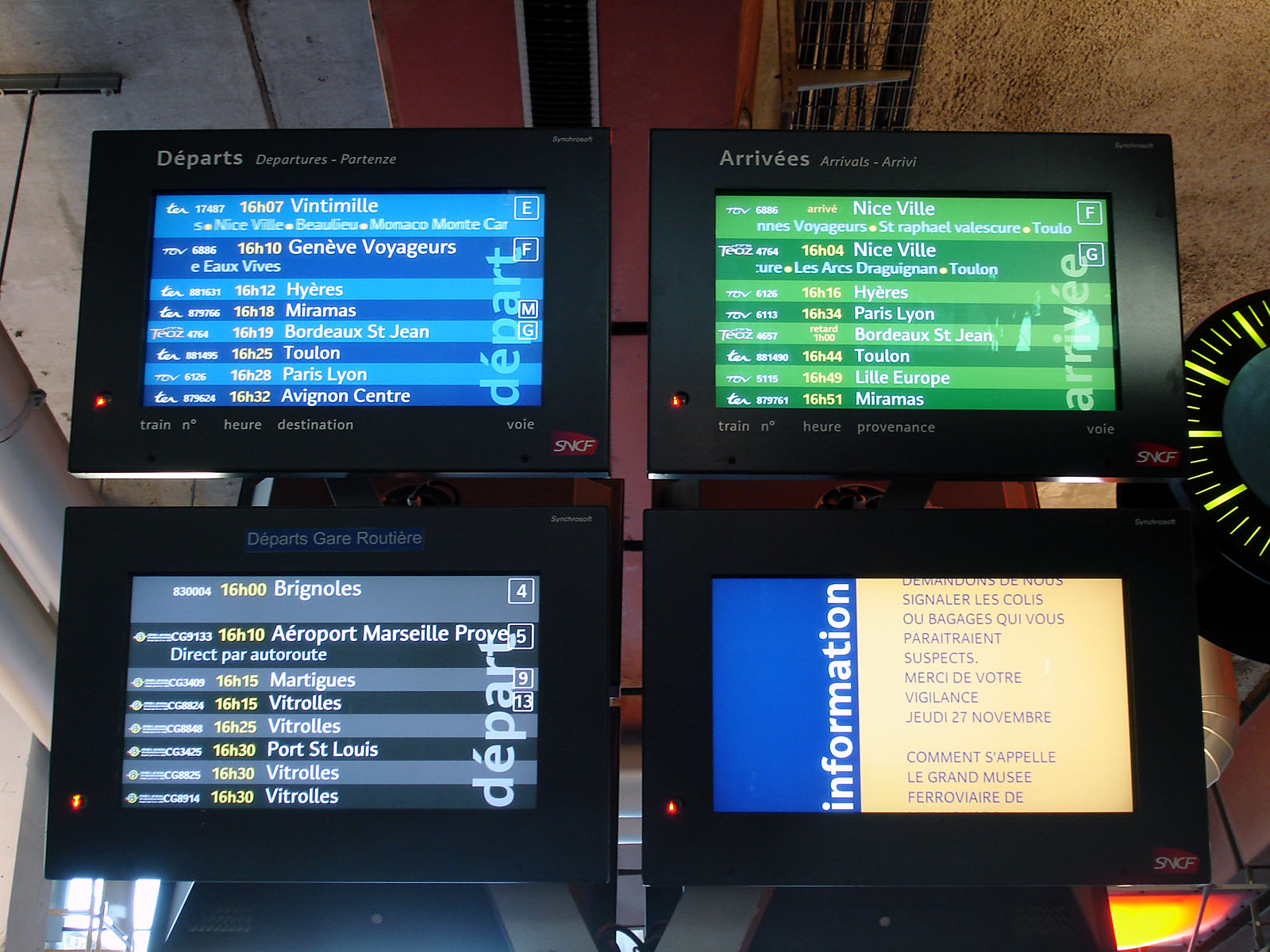
马赛圣夏尔站内的列车信息显示屏
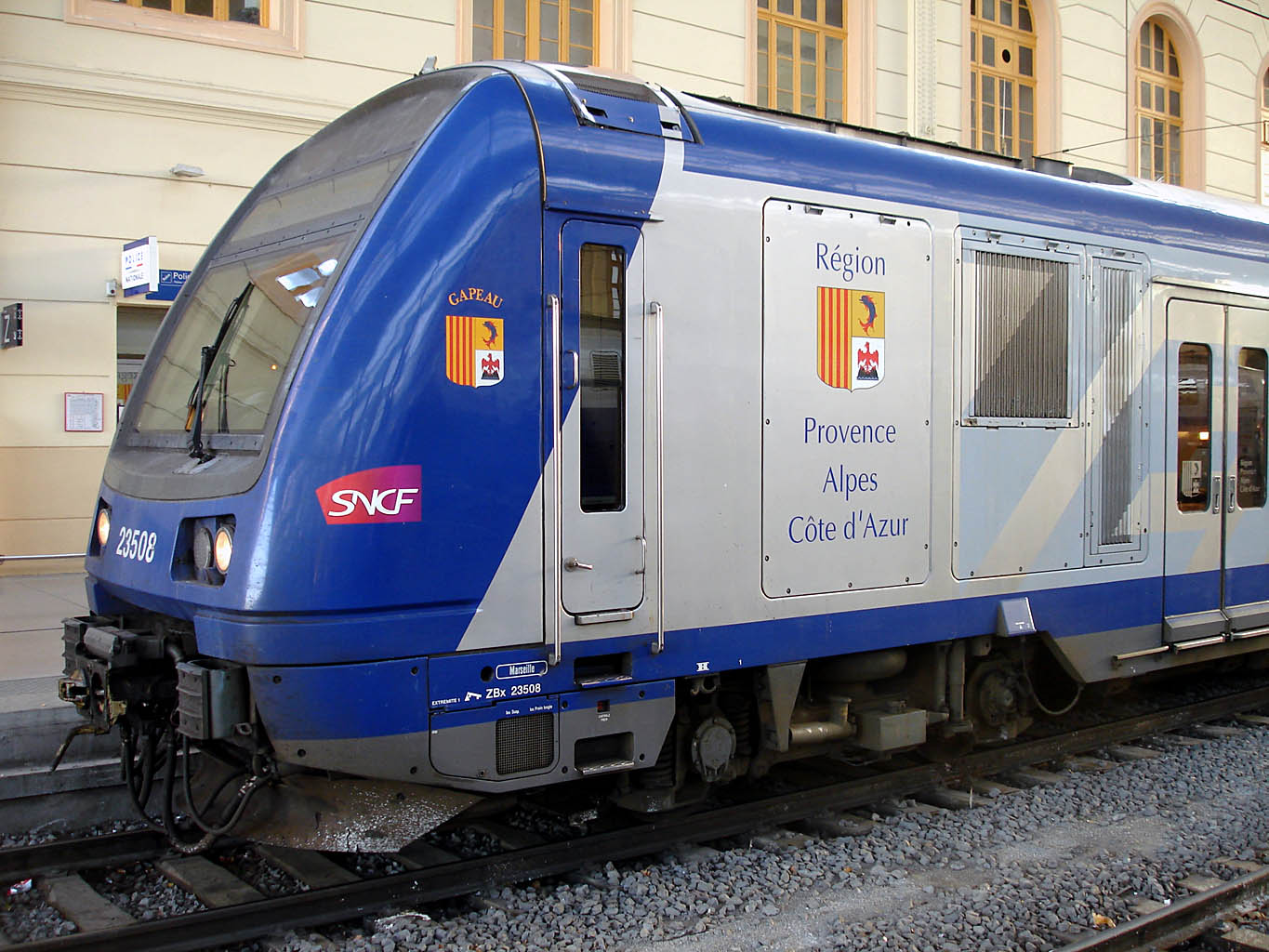
马赛圣夏尔站内的一列管内列车（TER）
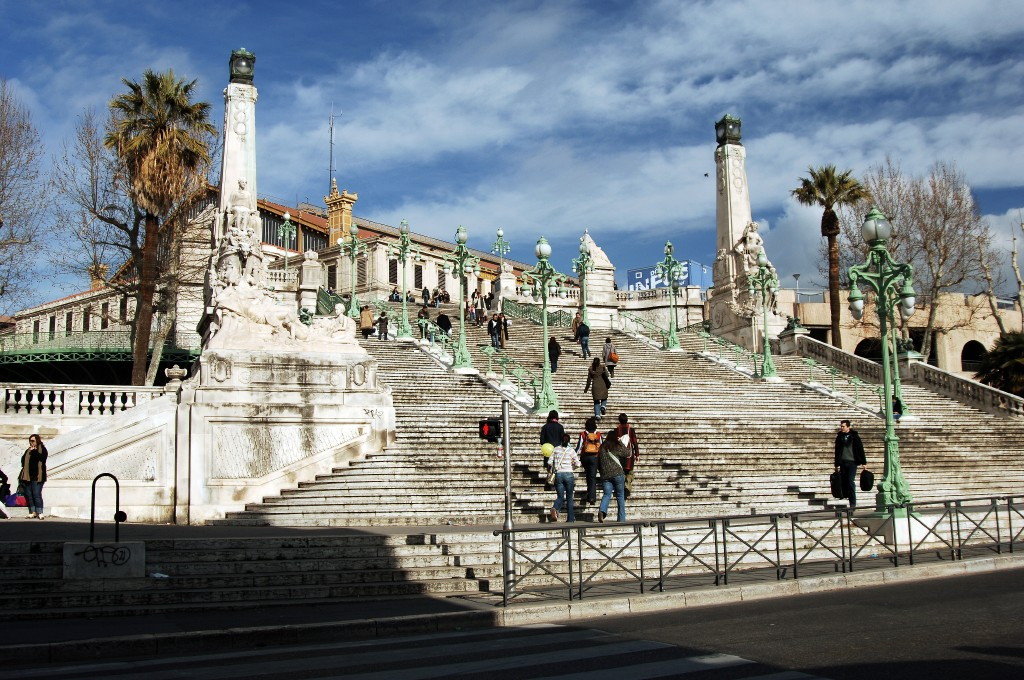
阶梯
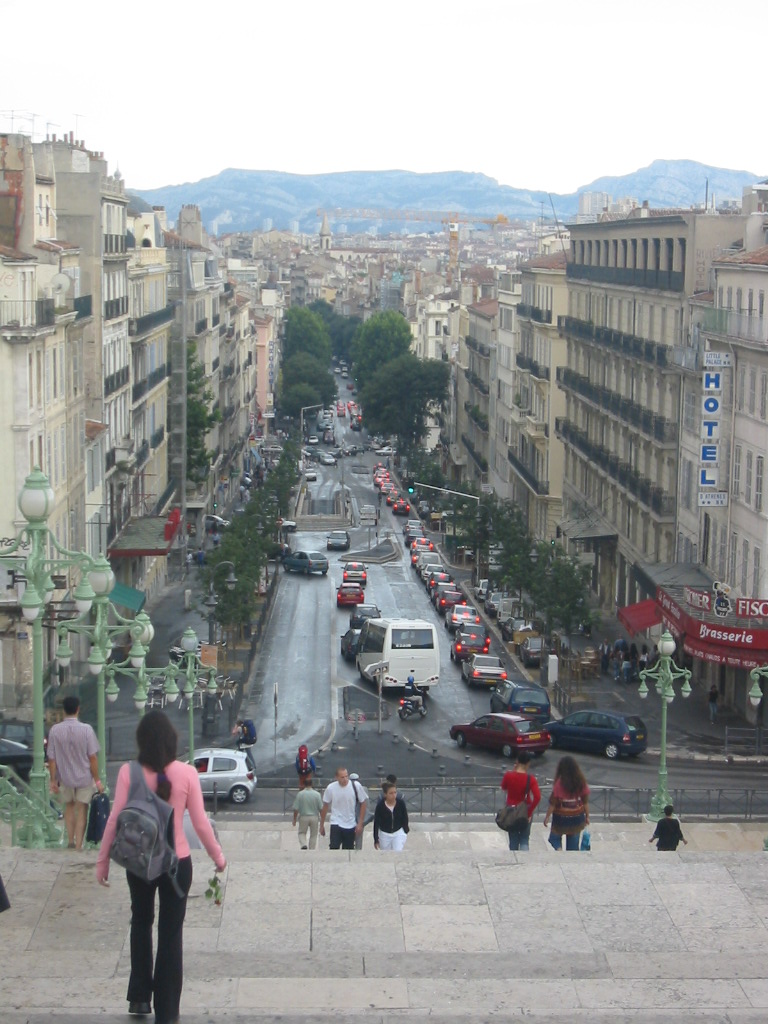
俯瞰雅典大道